# 高畑山 (岩手県・秋田県)
高畑山（たかはたやま）は、岩手県八幡平市と秋田県鹿角市との境界にある山である。

## 概要
標高667.3m。米代川上流域左岸に位置し、両県境の指標となる山である。JR兄畑駅前の正面にそびえる。